# Borsos Tamás (követ)

Borsos Tamás mellszobra

Ozdi Borsos Tamás (Marosvásárhely, 1566. június 14. – 1633 után) erdélyi magyar jegyző és városbíró, Bethlen Gábor követe a török portán.

## Élete
Borsos Sebestyén fia volt. 1597-ben jegyző, 1599-től 1604-ig főbíró volt; a marosvásárhelyi vár építésének elindítója, a dési országgyűlésen 1603-ban városi követ, 1605-től fejedelmi táblabíró, 1606-ban Bocskay fejedelemhez Marosvásárhely hódolatának megvivője s mint ilyen a törvényhozás tagja. Az 1613., 1618., 1625. években az isztambuli török portán Erdély ügyvivője (nagykövete), 1615-ben a nagyszombati, 1625-ben a gyarmati békekötésnél fejedelmi biztos. 1630-ban a budai pasánál volt erdélyi követ. 1633-ban még élt.
A Második Portára való Járásának Közönséges Historiája értékes történeti forrásmű, de irodalmi szempontból is nevezetes. Nagy elevenséggel rajzolja Históriájában a változatos konstantinápolyi politikai életet.

## Művei
- A kora erdélyi eseményeinek (1584–1612) és első portai útjának (1613.) leírását tartalmazó kéziratát gróf Kemény József és nagyajtai Kovács István adták ki az Erdélyország Tört. Tárában (Kolozsvár, 1845. II. 15–43. l.)
- Második konstantinápolyi követségének (1618. április 18 - 1620. április 3.) leírása Bethlen Istvánhoz 1618–19-ben írt leveleivel kiegészítve az Erdélyi Tört. Adatokban (II. 7–308. old.) jelentek meg gróf Mikó Imre szerkesztésében. Az eredeti kézirat a marosvásárhelyi Teleki-könyvtárba került.)
- Emlékirata az 1630. január 20–28. közötti budai követségéről. (Tört. Tár 1884. 694–708. old.)
- Vásárhelytől a Fényes Portáig. Emlékiratok, levelek; sajtó alá rend., bev., jegyz. Kócziány László; Irodalmi, Bukarest, 1968